# Улица Драгоманова (Луцк)
У́лица Драгома́нова (укр.  Вулиця Драгоманова ) — одна из старинных улиц историко-культурного заповедника «Старый Луцк», которая начинается от улицы Данила Галицкого на Рыночной площади и тянется через весь заповедник к реке Стыр.
Это была главная улица средневекового Луцка, которая находилась на собственной городской (незамковой) территории, объединяла несколько культовых сооружений, две главные переправы (с двумя башнями и тремя мостами) через реки Стыр и Глушец в город и внутригородскую переправу с мостом к Окольному замку, и проходила через Рыночною площадь. Во все времена это был престижный район проживания богатых горожан.
Сейчас на улице расположено немало памятников архитектуры, в частности Доминиканский монастырь, и одни из старейших луцких каменных, среди которых аптека Злоцких и другие. Улица выполняет роль одной из композиционных осей север-юг заповедника.

## История

### В эпоху Средневековья. Появление улицы
Древнейшие культурные наслоения на участке, где проходит центральная часть улицы, происходят с VIII—IX веков. Во время археологических раскопок была найдена керамика и жильё каркасно-столбовые конструкции указанного периода. На глубине 7 м от современной поверхности в 1992 году была найдена лепнина из раннегончарной керамики. Для данного слоя присущ речной песчаный намыв, что указывает на подтопление участка. В этот период наблюдалось общее увлажнение климата и частые речные наводнения. Направление, вдоль которого впоследствии образовалась городская улица, начало формироваться, вероятно, в X веке, когда вода, которая окружала островной Луческ, перестала затапливать этот участок. В середине XIII века она сгорела, вероятно, вследствие монголо-татарского нашествия.В последующие века город развивался и участок застраивался новыми сооружениями. Вероятно, в XIII веке в южной части участка был возведён Троицкий православный храм.

### Главная улица Магдебургского города
В середине XIV века рядом с Верхним был построен окольный замок, вокруг которого вырыли оборонительный ров с водой.
Общественные трансформации привели к появлению собственного городского населения, которое не зависело от замков. Оно было вытеснено из Окольного замка в собственный город. Так, одной из первых улиц городской территории, впоследствии регулируемой Магдебургским правом, была средняя часть нынешней улицы Драгоманова. Она проходила вдоль рва край Окольного замка на самом участке городского холма. Наконец XIV века у Троицкого храма был построен доминиканский оборонный комплекс.
Улица была разделена на две части: первая, которая называлась Троицкая, шла от Троицкого и доминиканского храмов к Въездной башне Окольного замка, а вторая, с названием Рыночная, продолжалась дальше Въездной башни Окольника, через Рыночною площадь до реки Глушец. С Окольного замка выходила улица Замковая, поэтому именно она делила направление на две улицы. Некоторые исследователи предполагают, что рядом с доминиканским комплексом располагался дворец Витовта, в котором отчасти проходил съезд европейских монархов 1427.
Улица Троицкая у доминиканского приората выходила к реке Стыр. Это был один из двух главных входов к луцкому центру города. Здесь располагалась деревянная Стырова (Троицкая) башня. За ней был небольшой мост. Где-то в этом районе начинался другой мост — Большой Луцкий (земский) городской общеволыньского значения, который служил основной переправой через реку Стыр на запад и соединял Луцк с Владимиром. Он имел 165 домов и стоял на столбах, простираясь 700 м по заболоченной территории. На противоположном конце улицы, который упирался в улицу Замковую у Въездной башни Окольника, был ещё один мост, который соединял замок с городской территорией. Именно здесь у моста, на пересечении Замковой, Троицкой и Рыночной, находился главный городской храм — Святого Николая, который мог быть построен ещё в XIV веке, когда сформировалось городское население как таковое. Святой Николай был покровителем ремесленников и купцов. Его образ был запечатлён на печати городского правительства Луцка. Также Святой Николай считался покровителем и защитником города.
От Николаевского храма к Глушецким воротам с мостом шла улица Рыночная через Рыночною площадь. Это был престижный район, где могли себе позволить проживание только богатые мещане. Это была тесная густо застроена улица. На ней рядом с Рынком располагался деревянный храм Иоанна Крестителя, построенный на рубеже XIII—XIV веков. Это был один из трёх четырёх храмов (наряду с Покровским, Лазаривским и Якубским), которые стояли на углах Рынка. Существует предположение, что этот храм был цеховым для сапожников, ведь рядом с ним располагался сапожный район Луцка.
Улицы Троицкая и Рыночная были первыми улицам, на которых появились каменные дома города. Застройка была сплошной без промежутков между домами. Элементы такой плотности сохранились. Первые каменные постройки здесь возводились в XV веке. Их фундаменты в виде двухэтажных подвалов для сборки товара и хозяйственных предметов сохранились и исследованы специалистами. Некоторые каменные строения поздней постройки на этих фундаментах сохранили и свою наземную часть.

### Главная улица эпохи Королевства
В XVI веке и в дальнейшем улице Троицкая и Рыночная продолжали играть роль главных. Они и впредь соединяли обе переправы с воротами и мостами. Однако, как предполагают некоторые исследователи, после 1588 по определённым причинам Большой Луцкий городской мост упал, а потом и вовсе исчез. На рубеже XVI—XVII веков на обеих улицах произошли определённые изменения. В 1584 году церкви Иоанна Крестителя уже не было — она погибла от огня и не была восстановлена. А в 1617 году в результате татарского набега сгорел и Николаевский храм. Позже мещанин Роман Тропка арендовал погост церкви. Руины древнего храма он разобрал на материал, из которого построил корчму и хозяйственные постройки. Он также раскапывал церковные гробницы, выбрасывая древние захоронения на городской вал. Это вызвало протесты горожан. Луцкий подкоморий Григорий Четвертинский подал судебный протест. В 1639 году погост Николаевского храма перешёл в собственность кафедральной капитула. На этом месте из фонда каноника луцкого Балтазара Тишки был построен Костёл Марии Магдалины с монастырём ордена бонифратров.
В начале XVII века над центральной частью улицы Троицкой на трассе оборонительной стены Окольного замка начал строиться костёл, а впоследствии и коллегиум иезуитов. Епископы Павел Волуцький, Мартин Шишковский, шляхта и король Сигизмунд III Ваза поспособствовали этому. Комплекс был построен так, что его западная стена встала на месте части стены Окольника. Эта стена костёла также была оборонной. Таким образом ни оборонного значения, ни структуры городской застройки, в частности улицы Троицкой, не было нарушено. Ров с водой, по-прежнему разделял улицу от замка.
1 ноября 1622 священник Троицкой церкви Лука Явнинський получил разрешение на строительство нового дома на церковной земле. Таким образом, на Троицкой улице был построен ещё один церковный дом. Наконец XVII века на Троицкой улице располагался дом первой луцкой почты. Неподалёку погоста Николаевского храма находился городской арсенал. Православный храм Святой Троицы на Троицкой улице существовал ещё почти столетие. Последние сведения о его деятельности относятся к 1710 году. Впоследствии погост церкви был отдан доминиканскому монастырю.
Согласно люстрации замков 1765 года, ров вокруг Окольника уже был частично засыпан. В 1781 году произошёл крупный пожар Луцка, который внёс существенные коррективы в архитектурные доминанты Троицкой и Рыночной улиц. Прежде всего, с южной стороны Троицкой улицы сгорел доминиканский оборонный комплекс. Однако шляхтич Лаврентий Радецкий предоставил пожертвование в размере 100 000 злотых, чего было достаточно, чтобы монастырь и костёл были построены заново. Что и произошло. До 1795 года новый комплекс был построен в стиле классицизма на месте бывшей Троицкой церкви. На противоположной стороне улицы сгорел окольный замок. Его стены начали разбирать, оставляя прочные фрагменты. Бонифратский монастырь с костёлом Марии Магдалины также сгорел. Ратуша, которая возвышалась над Рыночной улице, сгорела и не была возобновлена.
В конце 1790-х годов город посетил художник Казимир Войняковский. В 1797 году он нарисовал акварельный вид улицы. Согласно исследованиям точка зрения художника была направлена вдоль улицы Рыночной. Казимир изобразил и другие виды тогдашнего Луцка. В конце века напротив погоста бонифратского монастыря (Николаевского храма) на засыпанном рву возле бывшего Окольника начало строиться двухэтажное здание, сохранившаяся до сих пор.

### XX века
В начале века улица Доминиканская была переименована в Почтовую. Во время австрийской оккупации Луцка после Первой мировой войны на Почтовой улице находился штаб IV австрийской армии. Впоследствии в 1916—1928 годах на улице располагался луцкий магистрат. Чешский Гостиный двор принадлежал семье Прайзлерив. Там действовали два магазина, ресторан, гостиница. Это было место еженедельных собраний чехов Волыни. Популярными были в ресторане музыканты-караимы. На улице был небольшой сквер, а сама она была одной из наиболее благоустроенных. Ночью светились дуговые фонари. В 1920 году Почтовую и Рыночную улицы объединили в единую Доминиканскую улицу. Во время Второй мировой войны начало улицы располагалось в рамках одного из трёх луцких еврейских гетто. В городе было уничтожено около 17 тысяч евреев в 1942 году. После аннексии Волыни в СССР название вновь изменили. На этот раз на Карла Либкнехта. С этого времени старая Рыночная площадь перестала функционировать как рынок. На месте бывшей ратуши в 1950-х годах построили автобусную станцию. Затем её переместили в другое место. После 1991 года во время смены городских топонимов улице не вернули бывшее историческое название. Зато переименовали в честь Михаила Драгоманова. Это название сохраняется и по сей день.

## Настоящее
К 2011 году некоторые каменные строения улицы отреставрирован. Она застроена почти исключительно памятниками архитектуры. На ней расположен аптека-музей Злоцкого, дирекция историко-культурного заповедника «Старый Луцк» в доме Леси, выставка скульптур Николая Голованя, Чешский двор Прайзлерив, остатки готического доминиканского монастыря и новый доминиканский комплекс, который теперь является памятником архитектуры национального значения, а также другие старинные здания разных времён. С улицы открывается вид на остатки Окольного замка и башню Чарторыйских со стеной орнаментно готической кладки начале XVI века. В градостроительном аспекте улица Драгоманова выполняет роль одной из двух осей юг-север заповедника. Драгоманова улица начинается от улицы Данила Галицкого, проходит Рыночной площадью, пересекает Кафедральную и заканчивается у реки. На улице установлена мемориальная доска Даниилу Братковскому.

## Дома
| Номер | Описание | Вид |
| ----- | --- | --- |
| 2     | Каменный дом XVI—XVIII века. Принадлежал доминиканцам. Имеет контрфорсы северной стены. Подвалы сочетались с застройкой улицы Данила Галицкого. Сейчас жилой дом |     |
| 4     | Каменный дом XVI—XVIII века, принадлежавший бонифратам. Имеет трёхъярусные подземелья. Сохранилась оригинальная планировка первого этажа и сквозной подъезд во двор с двумя почти квадратными комнатами вдоль него крещатыми и цилиндрическими сводами. Всердини XIX века над окнами ещё сохранялись сандрики. Сейчас дом жилой. |     |
| 7     | Каменный дом XVI—XVII века. Сейчас используется как магазин. |     |
| 11    | Длинное здание, построенное в конце XVIII века. Разделяется на три части. Северная — аптека-музей Злоцких. Как аптека используется после 1845 года. Имеет двухъярусные подземелья. |     |
| 23    | Дом, построенный на рубеже XVIII—XIX веков. Здесь проживала семья Косачей. Сохранён подъезд в викторианском стиле и оригинальный внутренний дворик. Сейчас помещение занимает музейная экспозиция «Лесина гостиная» и дирекция историко-культурного заповедника.                                                                 |     |
| —     | Чешский Гостиный двор построенный в конце XIX века. Его адрес — Кафедральная, 4. |     |
| 27    | Жилой дом конца XIX века в кирпичном стиле. |     |

## Галерея
- Гетто в 1942 году
- В советский период
- Постоянная выставка скульптора М. Голованя
- Дворик одного из домов
- Драгоманова начинается от комплекса Братства

- Пересечение Драгоманова и Кафедральной улиц. Здесь был Николаевский храм, а затем Магдалиновский костёл бонифратов
- Сравнение
- В гуще застройки (ул. Братковского, 4)